# Richard Moll

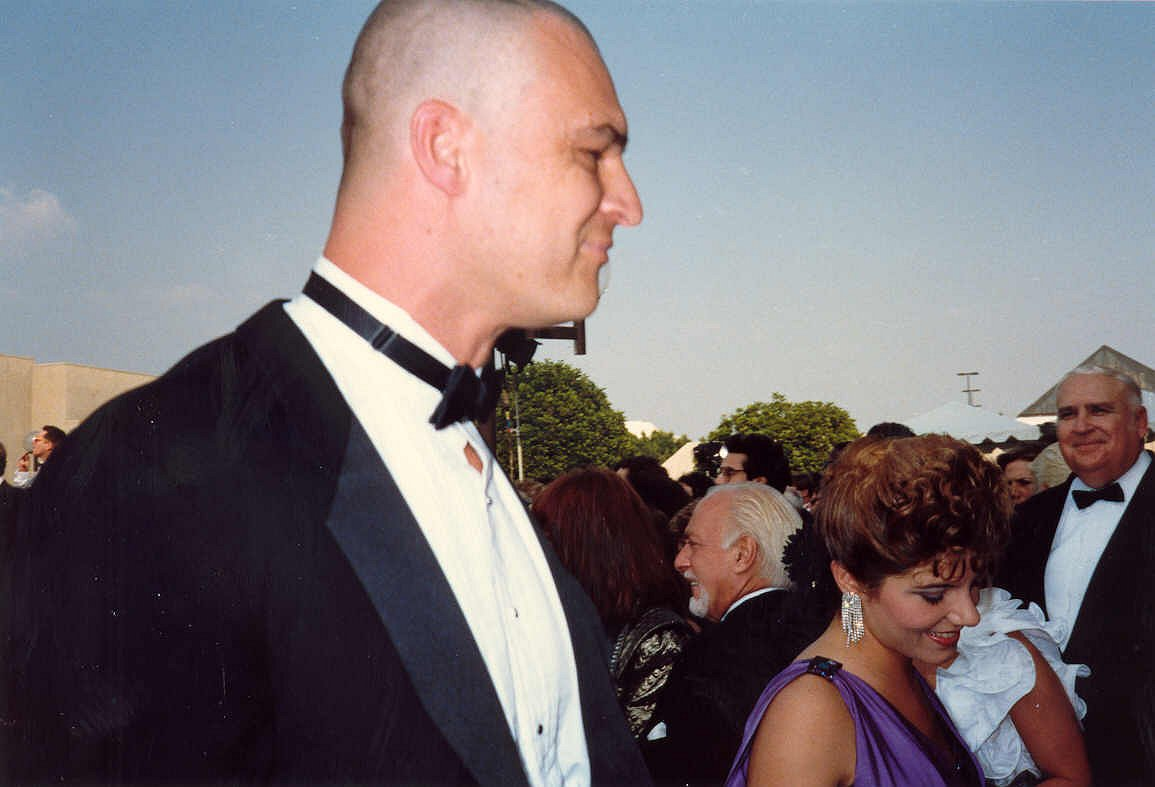
Richard Moll, 1987

Charles Richard Moll (* 13. Januar 1943 in Pasadena, Kalifornien; † 26. Oktober 2023 in Big Bear Lake, Kalifornien) war ein US-amerikanischer Schauspieler.

## Leben
Moll hatte seine erste Filmrolle 1967 in der Fernsehserie Lieber Onkel Bill. Seine Karriere kam allerdings erst Anfang der 1980er Jahre in Gang. Er spielte neben Jan-Michael Vincent und Kim Basinger in Jodie – Irgendwo in Texas sowie in Caveman – Der aus der Höhle kam mit Ringo Starr. Zudem hatte er Gastrollen in Serien wie Mork vom Ork, T. J. Hooker und Remington Steele. Mit einem muskulösen Körperbau sowie einer Größe von über zwei Metern verkörperte Moll oftmals körperbetonte oder gar furchteinflößende Rollen, etwa den Schurken oder dessen Handlanger, aber auch Offiziere oder Polizisten.
1984 erhielt Moll eine seiner bekanntesten Rollen als Gerichtsdiener Nostradamus „Bull“ Shannon in der Serie Harrys wundersames Strafgericht, die er bis 1992 in 185 Folgen spielte. Nach dem Ende der Serie sprach er die Rolle des Norman in der Zeichentrickserie Mighty Max. Weitere Sprechrollen hatte er in Zeichentrickadaptionen von Batman, Spider-Man und der Gerechtigkeitsliga. Gastrollen hatte er unter anderem in Babylon 5, Eine schrecklich nette Familie sowie Smallville.
Zu seinen weiteren Kinorollen gehören der Horrorfilm House – Das Horrorhaus, die Filmkomödie Versprochen ist versprochen mit Arnold Schwarzenegger sowie der Science-Fiction-Film Evolution. Sein Schaffen für Film und Fernsehen umfasst mehr als 170 Produktionen.

## Persönliches
Er war in zweiter Ehe verheiratet und Vater zweier Kinder. Moll verstarb am 26. Oktober 2023 im Alter von 80 Jahren.

## Filmografie (Auswahl)
Spielfilme
- 1981: Caveman – Der aus der Höhle kam (Caveman)
- 1981: Jodie – Irgendwo in Texas (Hard Country)
- 1981: Der Zauberbogen (The Archer: Fugitive from the Empire)
- 1983: Metalstorm – Die Vernichtung des Jared-Syn (Metalstorm: The Destruction of Jared-Syn)
- 1986: House – Das Horrorhaus (House)
- 1989: Tanz der Hexen (Wicked Stepmother)
- 1990: Highway Chaoten (Think Big)
- 1991: Trabbi goes to Hollywood
- 1992: Sidekicks
- 1993: Loaded Weapon 1 (National Lampoon’s Loaded Weapon 1)
- 1994: Flintstones – Die Familie Feuerstein (The Flintstones)
- 1996: Versprochen ist versprochen (Jingle All the Way)
- 1997: Casper – Wie alles begann (Casper: A Spirited Beginning)
- 2001: Evolution
- 2001: Nenn’ mich einfach Nikolaus (Call Me Claus, Fernsehfilm)
- 2001: Scary Movie 2
- 2001: Spiders 2 (Spiders II: Breeding Ground)
- 2007: Headless Horseman – Der kopflose Reiter (Headless Horseman)
- 2013: Ghost Shark – Die Legende lebt (Ghost Shark)

Fernsehserien
- 1967: Lieber Onkel Bill (Family Affair)
- 1978: Detektiv Rockford – Anruf genügt (The Rockford Files)
- 1979: Die Bären sind los (The Bad News Bears – S02E06)
- 1980: Buck Rogers (Buck Rogers in the 25th Century)
- 1981: Mork vom Ork (Mork and Mindy)
- 1981: Ein Colt für alle Fälle (The Fall Guy)
- 1982: T. J. Hooker
- 1983: Remington Steele
- 1984: Harrys wundersames Strafgericht (Night Court)
- 1984: Das A-Team (The A-Team)
- 1987: Sledge Hammer!
- 1989: Mein Vater ist ein Außerirdischer (Out of This World)
- 1992: Highlander
- 1995: Dr. Quinn – Ärztin aus Leidenschaft (Dr. Quinn, Medicine Woman)
- 1995: Babylon 5
- 1996: Eine schrecklich nette Familie (Married… with Children)
- 1996: Eine himmlische Familie (7th Heaven)
- 2002: Smallville
- 2010: Cold Case – Kein Opfer ist je vergessen (Cold Case)

## Auszeichnungen
- 1987: Saturn-Award-Nominierung für House – Das Horrorhaus